# Megyek a szívem után
Megyek a szívem után (węg. Chodzę po swoim sercu) – dziesiąty album zespołu Első Emelet, a pierwszy po 20 latach, na którym znalazły się nowe piosenki grupy. Na albumie zamieszczono nowe piosenki węgiersko- oraz anglojęzyczne oraz nowe wykonanie dwóch starych piosenek grupy. Album został wydany na CD w 2010 roku.

## Lista utworów
Teksty do wszystkich piosenek napisał Péter Geszti.
1. "Megyek a szívem után" (3:10)
2. "Ma van a te napod!" (3:22)
3. "Egy pohárral még" (4:16)
4. "Follow the Day" (3:09)
5. "Get Away" (3:22)
6. "Sentimental Lies" (4:14)
7. "Boldog karácsonyt" (3:21)
8. "Angyali vallomás 2010" (3:19)
9. "A film forog tovább 2010" (3:57)

## Wykonawcy
- Gábor Berkes – instrumenty klawiszowe, wokal
- Béla Patkó – wokal
- Gábor Kisszabó – gitara basowa, gitara, wokal
- István Tereh – wokal, perkusja[1]